# IFNA7
인터페론 알파-7(Interferon alpha-7)은 인간의 IFNA7 유전자에 의해 암호화되는 단백질이다.